# عمر كوريا
عمر كوريا (بالإسبانية: Omar Correa)‏ هو لاعب كرة قدم أوروغواياني في مركز حراسة المرمى، ولد في القرن العشرين. شارك مع منتخب الأوروغواي تحت 20 سنة لكرة القدم ومنتخب الأوروغواي لكرة القدم. أما مع النوادي، فقد لعب مع ريفر بليت وريفر بليت.

## وصلات خارجية
- عمر كوريا على موقع ناشيونال فوتبول تيمز (الإنجليزية)